# ФК Винтертур
ФК „Винтертур“ (на немски: Fussballclub Winterthur) е швейцарски футболен отбор от град Винтертур, кантон Цюрих. Цветовете на отбора са червено и бяло. Играе домакинските си срещи на стадион „Шютценвизе“ с капацитет за 8 550 зрители.

## История
Основан на 10 май 1896 година, от студенти на местния технически университет. Три години по-късно клубът се присъединява към Швейцарския футболен съюз. През 1901 г. „Винтертур“ се слива с клуба на местната гимназия. На 19 май 1902 г. отборът за първи път играе международен мач. Съперник е германският „Карлсруе“, разбит с 6:1..
Отборът дебютира в Шампионат на Швейцария през сезон 1902/03. „Винтертур“ трикратен шампион на страната (1906, 1908 и 1917 г.). Отборът участва в „Купата на сър Томас Липтън“, която се смята за първото европейско клубно футболно състезание. Тогава швейцарците стигат до финала, където губят от английския „Уест Оукланд“ (0:2).
Отборът стига до финал за Купата на Швейцария (1968 и 1975 г.), а през 1972 и 1973 г. до финал за Купата на лигата. „Винтертур“ участва пет пъти в купата Интертото (1970-1975).
През сезон 1976/77 отборът завършва на последно място в първенството на Швейцария и изпада. Оттогава отборът е постоянно в Чалъндж лигата (втора дивизия). През сезон 2005/06 отборът се бори за оцеляване в турнира, но въпреки това достига до полуфиналите в Купата на Швейцария, побеждавайки „„Люцерн““ и „Сервет“, но губейки във финала от „Сион“.
След равенство в приятелския мач със „Спартак (Москва)“ - 2:2, игран на 8 юли 2014 г., ръководството на „Винтертур“ уволнява старши треньора Боро Кузманович, който беше начело на отбора в продължение на пет години. Нов треньор става германецът Юрген Зеебергер..

## Успехи
Национални
- шампион на Швейцария
  -  Шампион (3): 1905/06, 1907/08, 1916/17
  -  Сребърен медал (2): 1908/09, 1915/16
  -  Бронзов медал (1): 1918/19

- Купа на Швейцария
  -  Финалист (2): 1967/68, 1974/75
- Купа на лигата
  -  Финалист (2): 1972, 1973
- Лига Национале В
  -  Шампион (9): 1955-1956, 1958-1959, 1965-1966, 1967-1968, 1981-1982, 2021-2022
- Серия В (Швейцария)
  -  Шампион (1): 1899/1900
- Прима лега
  -  Шампион (1): 1949/50
- Секонда лега
  -  Шампион (9): 1934/35

Международни
- Купа на Сър Томас Липтън
  -  Финалист (1): 1909

## Български футболисти
- Атанас Курдов: 2009 (наем) - (3 мача - 0 гола)